# Khlong

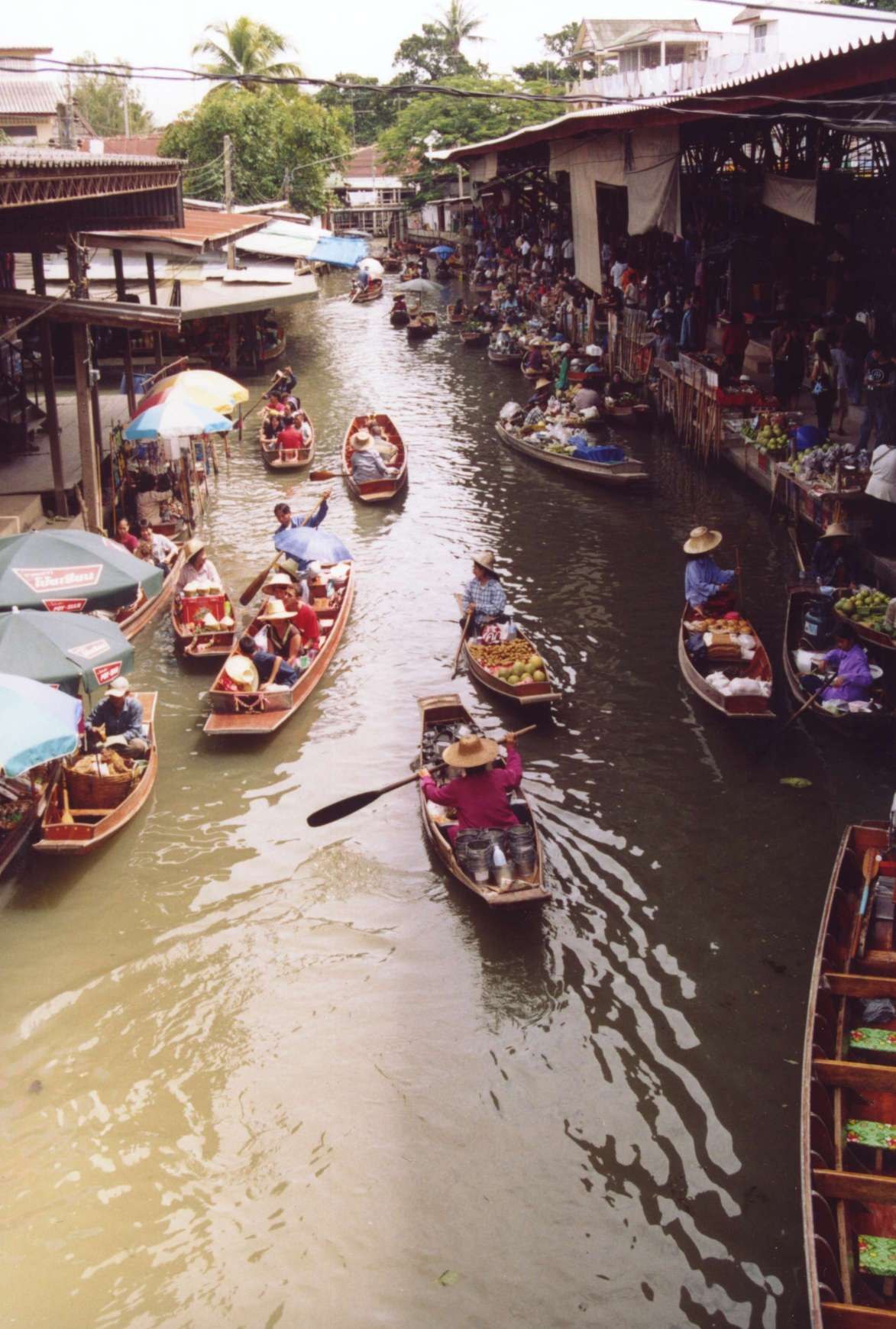
Pływający bazar w mieście Damnoen Saduak, w prowincji Ratchaburi

Khlong lub klong (taj. คลอง) – wodny kanał transportowy w Tajlandii. Klongi służą także jak miejsce handlu (tzw. pływający bazar), kąpieli oraz odprowadzania nieczystości. Tego typu kanały łączą się z rzeką, dzięki czemu woda w nich nie stoi, co ułatwia utrzymanie higieny.
W przeszłości khlongi stanowiły podstawę systemu komunikacyjnego w Bangkoku, przez co zyskały miastu miano „Wenecji Wschodu”. Dziś funkcję tę pełnią jedynie w nierozwiniętej zachodniej części miasta (Thonburi), w której uchodzą za atrakcję turystyczną. Wiele klongów zasypano, zamieniając je na ulice.
W centralnym Bangkoku występuje jeszcze Khlong Saen Saeb, który pozostaje ważną trasą transportową w tym mieście o przeciążonej komunikacji drogowej.
Tradycyjne pływające targowiska występują obecnie jedynie na trasach turystycznych – najbardziej znanym jest Damnoen Saduak.